# Ctenodes decemmaculata
Ctenodes decemmaculata is een keversoort uit de familie boktorren (Cerambycidae). De wetenschappelijke naam van de soort is voor het eerst geldig gepubliceerd in 1807 door Olivier.